# 莎瓦·吉拉尼
莎瓦·吉拉尼（1982年12月22日—）是巴基斯坦女演員及模特兒，主要出現在巴基斯坦電影及電視連續劇。
吉拉尼在巴基斯坦开伯尔-普什图省首府白沙瓦一個普什圖族家庭出生。她的外祖父是印度马纳瓦达尔土邦（Bantva Manavadar）的納瓦卜（Nawab）古兰·慕尤丁·坎吉，也是一名板球和曲棍球运动员。她演出的巴基斯坦電視連續劇主要包括：《Saiqa》、《Meri Zaat Zarra-e-Benishan》和網絡劇《女巫》等；電影作品有《Jawani Phir Nahi Ani》及《3 Bahadur: The Revenge of Baba Balaam》（配音）等。
吉拉尼的首任丈夫是Omer Saleem，但很快便離婚。2014年8月14日，她和男演員Farhan Mirza結婚並在次年誕下一名兒子。

## 外部連結
- 莎瓦·吉拉尼在互联网电影资料库（IMDb）上的資料（英文）
- 莎瓦·吉拉尼的Instagram帳戶